# Comuna Zolotarivka, Kobeleakî
Zolotarivka (în ucraineană Золотарівка) este o comună în raionul Kobeleakî, regiunea Poltava, Ucraina, formată din satele Halahurivka, Hanjivka, Mideanivka și Zolotarivka (reședința).

## Demografie
Componența lingvistică a comunei Zolotarivka
     Ucraineană (97,6%)
     Rusă (1,47%)
     Alte limbi (0,8%)
Conform recensământului din 2001, majoritatea populației comunei Zolotarivka era vorbitoare de ucraineană (97,6%), existând în minoritate și vorbitori de rusă (1,47%).